# Carolineskolen
Carolineskolen er en jødisk privatskole i København, hvor eleverne udover de sædvanlige fag (fx dansk, matematik osv.) også modtager undervisning i hebraisk. Religionsundervisningen inkluderer alle fag, men tager udgangspunkt i og lægger vægt på jødedommen. 

## Historie
Skolen er en fusion af Mosaisk Drengeskole og den jødiske pigeskole, Carolineskolen. Mosaisk drengeskole blev oprindeligt grundlagt 1802 af Mendel Levin Nathanson.

## Dagligdag
Skolen har ca. 200 elever og godt 20 lærere. Desuden har skolen udover et normalt bibliotek, et jødisk bibliotek med bøger vedrørende jødisk historie, religion, kultur, Israel m.v.

## Karaktergennemsnit
Karaktergennemsnittet ved de obligatoriske prøver i 9. klasse var i 2023 9,0, hvilket er på niveau med det forventede resultat ud fra skolens socioøkonomiske grundlag.